# 异戊酸薄荷酯
异戊酸薄荷酯（英語： 或 validolum）是一种有机化合物，化学式C
15H
28O
2，能视为异戊酸与薄荷醇形成的酯，常温常压下为透明油状无色液体，有薄荷醇的气味，微溶于乙醇，不溶于水，常作为食品添加剂。